# Bokaro (stad)
Bokaro is een census town in het district Bokaro van de Indiase staat Jharkhand. 

## Demografie
Volgens de Indiase volkstelling van 2001 wonen er 36419 mensen in Bokaro, waarvan 54% mannelijk en 46% vrouwelijk is. De plaats heeft een alfabetiseringsgraad van 67%. 